# Старково (Слупський повіт)
Старково (пол. Starkowo, нім. Starkow) — село в Польщі, у гміні Устка Слупського повіту Поморського воєводства.
Населення — 248 осіб (2011).
У 1975-1998 роках село належало до Слупського воєводства.

## Демографія
Демографічна структура станом на 31 березня 2011 року:
|          | Загалом | Допрацездатний вік | Працездатний вік | Постпрацездатний вік |
| -------- | ------- | ------------------ | ---------------- | -------------------- |
| Чоловіки | 129     | 31                 | 87               | 11                   |
| Жінки    | 119     | 26                 | 69               | 24                   |
| Разом    | 248     | 57                 | 156              | 35                   |